# پانفیلوف (پاولودار)
پانفیلوف (به قزاقی: Panfilov) یک روستا در قزاقستان است که در شهرستان ارتیس واقع شده‌است. پانفیلوف ۷۸۱ نفر جمعیت دارد.